# William Nigh

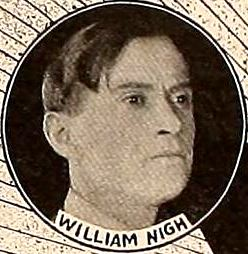
William Nigh în Democracy: The Vision Restored (1920)

William Nigh (n. 12 octombrie 1881 – d. 27 noiembrie 1955) a fost un regizor american de film, scenarist și actor. Este menționat uneori (în filmele sale) ca "Will Nigh" sau "William Nye".

## Biografie
S-a născut în Berlin, statul Wisconsin ca Emil Kreuske.
Și-a început cariera cinematografică ca actor, apărând în 17 filme din 1913-1914; regizând și unele din acestea, cum ar fi Salomy Jane. Este cel mai notabil ca regizor, având un total de 119 filme regizate, ultimul în 1948. A regizat numeroase filme-B și a lucrat în principal pentru studiouri mai mici, cum ar fi Monogram Pictures (unde a regizat câteva filme din seriile "Charlie Chan" și  "East Side Kids") și Producers Releasing Corporation, deși ocazional a regizat și pentru studiouri "majore" cum ar fi RKO Pictures sau "mini-majore" și "minore" ca Universal sau Republic Pictures. A realizat scenariile a 18 filme, cele mai multe fiind de la începutul carierei sale.
Din filmografia sa fac parte filme ca Mr. Wise Guy, Thunder,  Black Dragons, Corregidor, Mr. Wong, Detective, The Mystery of Mr. Wong, Mr. Wong in Chinatown, Lady from Chungking, The Fatal Hour, The Ape, Doomed to Die, Lord Byron of Broadway sau Casey of the Coast Guard.
A decedat la 74 de ani în Burbank, California.

## Filmografie parțială
- Mary Magdalene (1914)
- Wife Number Two (1917)
- The Fire Brigade (1927)
- Desert Nights (1929)
- City Limits (1934)
- The Headline Woman (1935)
- The 13th Man (1937)
- The Gay Cavalier (1946)